# Christian Gottlob Heyne
Christian Gottlob Heyne (Chemnitz, 25 de setembro de 1729 — Göttingen, 14 de julho de 1812) foi um estudioso dos clássicos, alemão e arqueólogo, bem como diretor de longa data da Biblioteca Estadual e da Universidade de Göttingen. Ele era um membro da Escola de História de Göttingen.

## Biografia
Heyne nasceu em Chemnitz, Saxônia. Seu pai era um pobre tecelão que havia deixado a Silésia e se mudado para a Saxônia para manter sua fé protestante; A educação de Christian foi paga por seu padrinho. Em 1748 ele ingressou na Universidade de Leipzig, onde muitas vezes carecia do necessário para viver. Ele foi ajudado pelo classicista Johann Friedrich Christ, que o encorajou e lhe emprestou textos em grego e latim. Ele obteve a posição de tutor na família de um comerciante francês em Leipzig, o que lhe permitiu continuar seus estudos. Em 1752, o professor de direito Johann August Bach concedeu a Heyne um título de mestre, mas ele esteve por muitos anos em circunstâncias muito difíceis.
Uma elegia escrita por Heyne em latim sobre a morte de um amigo atraiu a atenção do conde von Brühl, o primeiro-ministro, que expressou o desejo de ver o autor. Assim, em abril de 1752, Heyne viajou para Dresden, acreditando que sua fortuna estava feita. Ele foi bem recebido e prometeu uma secretaria e um bom salário, mas não deu em nada. Seguiu-se outro período de pobreza, e só por solicitação persistente Heyne conseguiu obter o posto de sub-escriturário na biblioteca do conde, com um salário de menos de vinte libras esterlinas.
Heyne aumentou essa ninharia com a tradução: além de alguns romances franceses, ele traduziu para o alemão Os amores de Chaereas e Callirrhoe de Chariton, o escritor de romances grego. Ele publicou sua primeira edição de Tibullus em 1755, e em 1756 seu Epiteto. No último ano, a Guerra dos Sete Anos estourou e a biblioteca foi destruída, e Heyne estava mais uma vez em um estado de miséria. Em 1757, ele recebeu uma oferta de tutoria na casa de Frau von Schönberg, onde conheceu sua futura esposa.
Em janeiro de 1758, Heyne acompanhou seu aluno à Universidade de Wittenberg, mas a invasão prussiana o expulsou em 1760. O bombardeio de Dresden, em 18 de julho de 1760, destruiu todos os seus bens, incluindo uma edição quase concluída de Lucian, baseada em um valioso códice da Biblioteca de Dresden. No verão de 1761, ainda sem renda fixa, casou-se e tornou-se administrador de terras do Barão von Löben em Lusatia. No final de 1762, no entanto, ele foi capaz de retornar a Dresden, onde foi contratado por PD Lippert para preparar o texto em latim do terceiro volume de sua Dactyliotheca (relato de arte de uma coleção de joias).
Com a morte de Johann Matthias Gesner na Universidade de Göttingen em 1761, a cadeira vaga foi recusada primeiro por Ernesti e depois por Ruhnken, que persuadiu Münchhausen, o ministro hanoveriano e curador principal da universidade a concedê-la a Heyne (1763). Seus emolumentos aumentaram gradualmente e sua celebridade crescente trouxe-lhe as ofertas mais vantajosas de outros governos alemães, que ele recusou persistentemente. Heyne recebeu simultaneamente o cargo de diretor da biblioteca da universidade, cargo que ocupou até sua morte em 1812. Sob sua direção, a biblioteca, hoje conhecida como Biblioteca Estadual e Universitária de Göttingen, cresceu em tamanho e reputação para ser uma das bibliotecas acadêmicas líderes do mundo, devido aos métodos de catalogação inovadores de Heyne e à política agressiva de aquisições internacionais.
Ao contrário de Gottfried Hermann, Heyne considerava o estudo da gramática e da linguagem apenas como um meio para um fim, não como o principal objeto da filologia. Mas, embora não fosse um estudioso crítico, ele foi o primeiro a tentar um tratamento científico da mitologia grega e deu um impulso indubitável aos estudos filológicos.

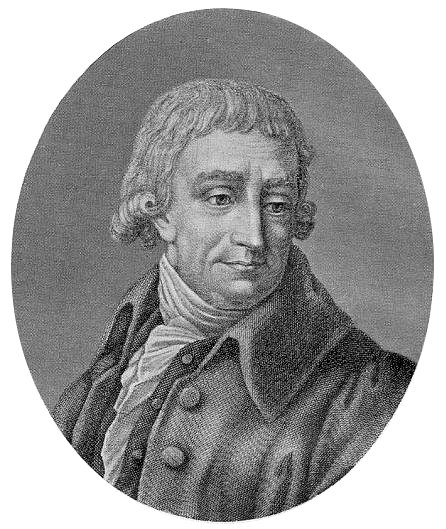
Christian Gottlob Heyne

Dos numerosos escritos de Heyne, podem ser mencionados os seguintes: edições, com copiosos comentários, de Tibullus (ed. SC Wunderlich, 1817), Virgil (ed. GP Wagner, 1830-1841), Pindar (3ª ed. Por GH Schafer, 1817), Apollodorus, Bibliotheca Graeca (1803), Homer, Iliad (1802); e Opuscula academica (1785–1812), contendo mais de uma centena de dissertações acadêmicas, das quais as mais valiosas são aquelas relacionadas às colônias da Grécia e às antiguidades da arte e história etruscas. Sua Antiquarische Aufsätze (1778-1779) é uma valiosa coleção de ensaios relacionados com a história da arte antiga. Suas contribuições para o Göttingische gelehrte Anzeigen estava entre 7 000 e 8 000.
Para obter mais detalhes sobre a vida de Heyne, consulte a biografia de Heeren (1813), que constitui a base do interessante ensaio de Thomas Carlyle (Misc. Essays, ii.); Hermann Sauppe, Göttinger Professoren (1872); Conrad Bursian em Allgemeine Deutsche Biographie xii.; JE Sandys, Hist. Classe. Schol iii. 36–44; e Friedrich Klingner, Christian Gottlob Heyne (Leipzig: Poeschel & Trepte, 1937, 25 páginas).
Heyne foi eleito membro da Royal Society em abril de 1789.
 

Ele morreu em Göttingen.